# 107
| [ Edytuj tabelę ] |                         |
| Cesarz Chin       | - 106 Han Andi 125      |
| Władca Korei      | - 53 T’aejodae 146      |
| Papież            | - 101 Ewaryst 109       |
| Król Partów       | - 105 Wologazes III 147 |
| Cesarz Rzymu      | - 98 Trajan 117         |

Rok 107 / CVII
stulecia: I wiek ~
II wiek ~
III wiek

lata: 97 «
102 «
103 «
104 «
105 «
106 «
107
» 108
» 109
» 110
» 111
» 112
» 117

## Wydarzenia
- Gajusz Juliusz Kwadratus Bassus namiestnikiem Kapadocji.
- Justus trzecim biskupem Jerozolimy.
- Rozpoczęto budowę Forum Trajana w Rzymie.

## Zmarli
- 20 grudnia – Ignacy Antiocheński, biskup.